# 26686 Ellenprice
26686 Ellenprice è un asteroide della fascia principale. Scoperto nel 2001, presenta un'orbita caratterizzata da un semiasse maggiore pari a 2,4072125 UA e da un'eccentricità di 0,1849135, inclinata di 1,55858° rispetto all'eclittica.